# 2001 na literatura

## Mortes
| Data           | Nome                  | Profissão                                 | Nacionalidade  | Observações | Ref |
| -------------- | --------------------- | ----------------------------------------- | -------------- | ----------- | --- |
| 7 de fevereiro | Anne Morrow Lindbergh | escritora                                 | Estados Unidos | n. 1906     |     |
| 12 de março    | Robert Ludlum         | escritor                                  | Estados Unidos | n. 1927     |     |
| 30 de abril    | Maria Clara Machado   | escritora e dramaturga                    | Brasil         | n. 1921     |     |
| 3 de maio      | Afonso Praça          | jornalista e escritor                     | Portugal       | n. 1939     |     |
| 7 de maio      | Joseph H. Greenberg   | linguista                                 | Estados Unidos | n. 1915     |     |
| 11 de maio     | Douglas Noël Adams    | escritor e comediante                     | Inglaterra     | n. 1952     |     |
| 31 de julho    | Poul Anderson         | escritor                                  | Estados Unidos | n. 1926     |     |
| 10 de agosto   | Jorge Amado           | escritor                                  | Brasil         | n. 1912     |     |
| 20 de agosto   | Fred Hoyle            | astrónomo e escritor de ficção científica | Inglaterra     | n. 1915     |     |
| 10 de novembro | Ken Kesey             | escritor e ecologista                     | Estados Unidos | n. 1935     |     |
| 20 de dezembro | Léopold Sédar Senghor | político e escritor                       | Senegal        | n. 1906     |     |

## Prémios literários
- Nobel de Literatura - V.S. Naipaul.
- Prémio Camões - Eugénio de Andrade[1]
- Prémio Machado de Assis - Ana Maria Machado